# Avezzano Calcio
El Avezzano Calcio es un club de fútbol de Italia, con sede en Avezzano, en Abruzos. Fue fundado en 1919 y refundado en varias ocacsiones. Compite en la Serie D, cuarta categoría del fútbol italiano.
Sus colores oficiales son el blanco y el verde. Juega sus partidos de local en el Estadio dei Marsi.

## Historia
Originalmente conocido como Forza e Coraggio Avezzano Football Club, el club fue fundado en 1919. Desde hace 10 años que jugó en actividades recreativas. En los años treinta, que jugó en el torneo regional más importante de la Seconda Divisione.
En 1944 hizo su debut en la Serie C del campeonato nacional donde jugó durante tres años. Entre 1948 y 1977, siempre ha jugado campeonatos entre el máximo nivel amateur nacionales y regionales. Después del torneo 1977-1978 de vuelta en la Serie C2 donde jugó hasta 1983. En 1990-1991 se hace el retorno a los torneos profesionales, y en 1996 se alcanzó un alto resultado récord con el ascenso a la Serie C1 donde jugó durante una hora antes de la falla del club. 
La actividad comenzó de nuevo en los campeonatos regionales; Avezzano regresó a la Serie D en 2003 con el nombre de Nuova Avezzano Calcio. En 2007 el club renuncia a la inscripción en la liga y da el título al club Luco-Canistro. 
Entre 2007 y 2009, nació el caso Pescina Valle del Giovenco, equipo profesional que debe cambiar su nombre a Avezzano Calcio y jugó en el estadio Dei Marsi el partido en la Serie C. El proyecto no se materializó y Avezzano comenzó de nuevo en los campeonatos regionales. 
En 2009 nació el nuevo club que rápidamente se volvió en Serie D, el torneo en el que juega desde 2015.

## Palmarés

### Torneos interregionales
- Serie C2 (1): 1995-96 (Grupo C)
- Serie D (1): 1990-91 (Grupo G)

### Torneos regionales
- Eccellenza Abruzzo (2): 2014-15, 2021-22
- Copa Italia de Aficionados Abruzzo (1): 2013-14
- Promozione Abruzzo (4): 1956-57, 1986-87 (Grupo A), 1999-00 (Grupo A), 2012-13 (Grupo A)
- Prima Categoria Abruzzo (4): 1965-66 (Grupo A), 1969-70 (Grupo B), 1998-99, 2010-11
- Prima Divisione Abruzzo (1): 1953-54